# Герцензе
Герцензе (нем. Gerzensee) — коммуна в кантоне Берн, в Швейцарии.
Коммуна Герцензе расположена в центральной части кантона Берн, в долине реки Аре, у одноимённого озера — Герцензе, на высоте 646 метров над уровнем моря. Благодаря мягкому климату район, где расположена община носит название Бернская Ривьера.
До 2009 года входила в округ Зефтиген, с 2010 года входит в Берн-Миттельланд. 
Площадь коммуны — 7,8 км², численность населения составляет 1 034 человека (на 1 января 2009 года). 97 % жителей — германошвейцарцы, 1,5 % — франкошвейцарцы.